# Божил Костадинов
Божил Костадинов или Байловски е български революционер, деец на Вътрешната македоно-одринска революционна организация.

## Биография
Божил Костадинов е роден в кумановското село Байловце, тогава в Османската империя. Влиза във ВМОРО и е един от първите ѝ дейци още отпреди Винишката афера в 1897 година. Убит е от чета на сръбската пропаганда в 1905 година в родното му село.